# José Fonseca (Fußballspieler, 1994)
José Carlos da Fonseca (* 19. September 1994 in Lospalos, Osttimor), auch in der Schreibweise José da Fonseca oder kurz José Fonseca bekannt, ist ein osttimoresischer Fußballspieler auf der Position des Mittelfelds. Er ist ehemaliger osttimoresischer Fußballnationalspieler und aktuell für Sport Laulara e Benfica aktiv.

## Karriere

### Verein
Fonseca begann seine Profikarriere im Jahr 2010 im Verein Sport Laulara e Benfica, wo er jedoch keine Erfolge verzeichnen konnte, da der Verein nicht in der Nationalen Meisterschaft teilnahm. Im Januar 2014 verließ er Osttimor in Richtung Thailand und schloss sich Phayao FC, in der drittklassigen Regional League Division 2 an. Hier erreichte er in seiner Debütsaison für den neuen Verein den dritten Platz. Nach zwei Jahren in Thailand ohne Titel, kehrte er 2016 in seine Heimat zurück und wechselte zum Hauptstadtklub DIT FC in die Liga Futebol Amadora Primeira Divisão. Hier belegte er mit den Verein am Ende der Saison einen Abstiegsplatz. Es folgten kurze Stationen bei den Hauptstadtvereinen Cacusan CF und Karketu Dili, mit denen er keine Erfolge erzielen konnte. 2019 wechselte er innerhalb der Liga zu seinen Stammverein Sport Laulara e Benfica und stand erstmals im Finale des Taça 12 de Novembro und des Supertaça. Beide Endspiele verlor er jedoch mit der Mannschaft gegen den späteren Meister und Doppelpokalsieger Lalenok United. Auch in der Spielzeit 2020 konnte Fonseca mit seinen Verein nicht gegen Lalenok United gewinnen. Zusammen mit Verteidiger Filomeno unterlag er mit der Mannschaft im Finale um die Meisterschaft 2:1 und im Endspiel des Taça 12 de Novembro mit 4:1 nach Elfmeterschießen. 2021 konnte er ebenfalls keine Titel feiern und belegte am Ende der Saison mit dem Team einen Platz im Mittelfeld der Tabelle.

### Nationalmannschaft
Sein Debüt für die osttimoresische Fußballnationalmannschaft gab Fonseca am 21. November 2010 im Freundschaftsspiel gegen die Auswahl von Indonesien. Er nahm an mehreren Qualifikationsspielen zur Fußball-Weltmeisterschaft (2018) und Südostasienmeisterschaft (2014, 2016) teil, konnte jedoch keine nennenswerten Erfolge erzielen. In der Qualifikation zur Asienmeisterschaft 2019 scheiterte er mit der Mannschaft in der zweiten Runde der Playoffs, mit einem Gesamtergebnis von 2:4, gegen die Auswahl von Taiwan. Seinen letzten Einsatz im Trikot der Nationalelf absolvierte Seinen bisher letzten Einsatz im Trikot der Nationalelf absolvierte Viegas am 5. Dezember 2017, im Freundschaftsspiel gegen die Auswahl der Philippinen.